# Commelina luteiflora
Commelina luteiflora är en himmelsblomsväxtart som beskrevs av De Wild. Commelina luteiflora ingår i släktet himmelsblommor, och familjen himmelsblomsväxter.
Artens utbredningsområde är Kongo-Kinshasa. Inga underarter finns listade.